# Henri de Briqueville de La Luzerne
Henri de Briqueville de La Luzerne, premier baron du Quercy, comte de Cahors, né vers 1658, il est baptisé le 9 octobre 1669 et mort le 16 juin 1741 à Cahors, est un homme d'Église français des XVIIe et XVIIIe siècles. Il est évêque de Cahors pendant près de cinquante ans de 1693 à sa mort.

## Biographie

### Origines et famille
Henri de Bricqueville descend de la branche Bricqueville de la Luzerne, l'une des trois branches de la maison de Bricqueville, une ancienne famille de la noblesse normande dont l'origine remonte au XIe siècle. La famille de Bricqueville a fourni au royaume de France un grand nombre d'officiers généraux, d'hommes d'État et de prélats.
Son père est Gabriel François de Bricqueville (8 décembre 1630 - 1684), marquis de la Luzerne, seigneur d'Osmanville et d'Amanville, seigneur de Monfréville, lieutenant du Roi en Basse-Normandie, et gouverneur de monseigneur de Vermandois et sa mère Marguerite de Bonvoust (v. 1636-1721 ou 1724).

### Carrière ecclésiastique
Henri étudie au collège de Navarre et obtient un doctorat en théologie. Il est successivement abbé de Chantemerle (diocèse de Troyes), aumônier de la Dauphine, Marie Anne Victoire de Bavière.
Nommé évêque de Cahors le 26 septembre 1693, il est sacré le 18 octobre en l'église Saint-Louis à Paris, il a pour vicaire général l'orthodoxe et zélé Baudus. Il approuve Françoise de Boissy. Il publie un Proprium SS. Cadurcensium. Il résigne de Chantemerle en recevant l'abbaye de la Garde-Dieu, dans le diocèse de Cahors.
Il est président des États généraux du Quercy. Il prend part à l'Assemblée du clergé de 1700 et à celle de 1713-1714.
Il meurt à Cahors, le 16 juin 1741, à l'âge de 83 ans.